# Sweetbitter
Sweetbitter es una serie de televisión estadounidense dramática basada en la novela homónima de Stephanie Danler que se estrenó el 6 de mayo de 2018 en Starz. El 13 de julio de 2018, se anunció que se había renovado para una segunda temporada que se estrenó el 14 de julio de 2019. El 20 de diciembre de 2019, se anunció que la serie fue cancelada.

## Sinopsis

### Temporada 1
Tess, que poco después de llegar a la ciudad de Nueva York, consigue un trabajo en un famoso restaurante, y rápidamente es introducida en el mundo de las drogas, la bebida, el amor, la lujuria y la buena mesa, mientras que a la vez aprende a navegar de forma caótica, pero castigando la vida con la que se topa.

### Temporada 2
Tess pronto se da cuenta de que no sobrevivirá en el restaurante si no juega el juego. Ella experimenta un despertar sexual, un descubrimiento de su voz y, en última instancia, un reconocimiento de su propio poder. Sus colegas Simone, Jake y Howard están atrapados, tanto por el restaurante como entre ellos, lo que hace que Tess cuestione qué quiere del restaurante y qué quiere de ella.

## Elenco y personajes

### Principales
- Ella Purnell como Tess
- Tom Sturridge como Jake
- Caitlin FitzGerald como Simone
- Evan Jonigkeit como Will
- Eden Epstein como Ari
- Jasmine Mathews como Heather
- Daniyar como Sasha
- Paul Sparks como Howard

### Recurrentes
- Jimmie Saito como Scott
- Katerina Tannenbaum como Becky

## Episodios

### Temporada 1 (2018)
| N.º en serie | N.º en temp. | Título                     | Dirigido por     | Escrito por                           | Fecha de emisión original | Audiencia (millones) |
| ------------ | ------------ | -------------------------- | ---------------- | ------------------------------------- | ------------------------- | -------------------- |
| 1            | 1            | «Salt»                     | Richard Shepard  | Stephanie Danler                      | 6 de mayo de 2018         | 0.038                |
| 2            | 2            | «Now Your Tongue Is Coded» | Cherien Dabis    | Stuart Zicherman                      | 13 de mayo de 2018        | 0.160                |
| 3            | 3            | «Everyone Is Soigné»       | Adam Bernstein   | Kenneth Lin                           | 20 de mayo de 2018        | 0.174                |
| 4            | 4            | «Simone's»                 | Shira Piven      | Liz Tuccillo                          | 27 de mayo de 2018        | 0.217                |
| 5            | 5            | «Weird Night»              | Ry Russo-Young   | Stephanie Danler & Deborah Schoeneman | 3 de junio de 2018        | 0.185                |
| 6            | 6            | «It's Mine»                | Stuart Zicherman | Jaquen Castellanos & Azie Dungey      | 10 de junio de 2018       | 0.210                |

### Temporada 2 (2019)
| N.º en serie | N.º en temp. | Título                   | Dirigido por       | Escrito por            | Fecha de emisión original | Audiencia (millones) |
| ------------ | ------------ | ------------------------ | ------------------ | ---------------------- | ------------------------- | -------------------- |
| 7            | 1            | «The Pork Special»       | Augustine Frizzell | Stephanie Danler       | 14 de julio de 2019       | 0.119                |
| 8            | 2            | «Equifax & Experian»     | Cherien Dabis      | Stuart Zicherman       | 14 de julio de 2019       | 0.092                |
| 9            | 3            | «Last of the Season»     | Marta Cunningham   | Kenneth Lin            | 21 de julio de 2019       | 0.095                |
| 10           | 4            | «Sec or Demi-Sec»        | Marta Cunningham   | Charise Castro Smith   | 28 de julio de 2019       | 0.099                |
| 11           | 5            | «Entropy»                | Geeta Patel        | Sharr White            | 4 de agosto de 2019       | 0.077                |
| 12           | 6            | «Truffles and Champagne» | Geeta Patel        | Christopher Oscar Pena | 11 de agosto de 2019      | 0.108                |
| 12           | 7            | «Peach Treats»           | —                  | —                      | 18 de agosto de 2019      | 0.086                |
| 12           | 8            | «Bodega Cat»             | —                  | —                      | 18 de agosto de 2019      | 0.065                |

## Producción

### Desarrollo
En julio de 2017, se informó que Starz estaba desarrollando una adaptación televisiva de la novela Sweetbitter de Stephanie Danler y considerando ordenarla como una serie. El proyecto se basó en un guion desarrollado por Danler y Stu Zicherman, escrito por Danler y producido por Plan B Entertainment. Starz ordenó secuencias de comandos adicionales y reunió una pequeña sala de escritores con la vista puesta en un posible pedido de la serie.
En octubre de 2017, Starz ordenó oficialmente la serie para una primera temporada de seis episodios de media hora. También se anunció que Richard Shepard, se había incorporado a la producción ejecutiva y para dirigir, Donna Bloom se desempeñaría como productora, y que Laura Rosenthal lideraba la búsqueda de casting en curso.
En enero de 2018, se anunció en la gira anual de prensa de la Asociación de Críticos de Televisión que la serie se estrenaría el 6 de mayo de 2018. El 13 de julio de 2018, se informó que Starz había renovado la serie para una segunda temporada, que se estrenaría el 14 de julio de 2019. El 20 de diciembre de 2019, Starz anunció que la serie había sido cancelada.

### Casting
El 6 de octubre de 2017, dos días después de que se ordenara la serie, se anunció que Ella Purnell había sido seleccionada para el papel principal de la serie como Tess. Más tarde ese mes, el resto del reparto principal fue anunciado, y estos incluyen a Tom Sturridge, Caitlin FitzGerald, Paul Sparks, Evan Jonigkeit, Daniyar, Eden Epstein, y Jasmine Mathews.  El 17 de enero de 2018, se anunció que Jimmie Saito había sido elegido para un papel recurrente como Scott. El 24 de octubre de 2018, se informó que Sandra Bernhard había sido elegida en un papel de invitada para la segunda temporada.

### Rodaje
La fotografía principal de la primera temporada comenzó en octubre y concluyó en diciembre de 2017 en la ciudad de Nueva York.

## Lanzamiento

### Marketing
El 1 de marzo de 2018, Starz lanzó el primer póster y tráiler de la serie.